# Amt Fürstenwalde
Das Amt Fürstenwalde war ursprünglich eine Verwaltungseinheit des Hochstifts Lebus zur Verwaltung seiner Besitzungen um Fürstenwalde. Nach der Auflösung des Bistums Lebus und Einziehung der Stiftsgüter 1598 wurde es durch den brandenburgischen Kurfürsten Joachim Friedrich in ein kurfürstlich-brandenburgisches Domänenamt umgewandelt. Sitz des Amtes war ein großes Vorwerk vor der Stadt Fürstenwalde/Spree. Das Amtsgebiet lag im Gebiet des heutigen Landkreises Oder-Spree (Brandenburg) und des Stadtkreises Frankfurt (Oder). Das Amt wurde später in Rentamt Fürstenwalde umbenannt und mit der Kreisreform 1872/4 aufgelöst.

## Geschichte
Fürstenwalde/Spree war um 1250 an die Markgrafen von Brandenburg gekommen. Nach mehreren Belehnungen und einer Verpfändung veräußerte Markgraf Ludwig II. Fürstenwalde 1354 an den Bischof von Lebus. 1373 wurde es Sitz des Bischofs von Lebus und des Lebuser Domkapitels. Der Stiftsbesitz (= weltlicher Besitz) des Bistums Lebus wurde in der Zeit von Bischof Dietrich von Bülow in die drei Ämter Lebus, Fürstenwalde und Beeskow gegliedert, wobei das Amt Beeskow lediglich Pfandbesitz war, der 1556 an die brandenburgischen Kurfürsten kam. Nachdem der letzte Bischof von Lebus Johann VIII. Horneburg im Jahr 1555 gestorben war, wurde kein neuer Bischof mehr gewählt, sondern der evangelische Administrator des Erzstifts Magdeburg Joachim Friedrich von Brandenburg übernahm nun auch die Verwaltung des Bistums Lebus. Er war formal der letzte Bischof von Lebus bzw. führte diesen Titel. 1598 wurde Joachim Friedrich Kurfürst von Brandenburg. Noch im Jahr 1598 löste er das Bistum Lebus auf und zog die Stiftsgüter ein. Den Lebuser Stiftsbesitz wandelte er in zwei kurfürstliche Domänenämter um (Amt Lebus und Amt Fürstenwalde). Im 17. Jahrhundert erfolgten noch einige kleinere Zukäufe. Neuendorf im Sande war 1561 verkauft, aber 1653 zurückerworben worden. Im 18. Jahrhundert wurden auf Amtsgebiet einige neue Kolonien und Vorwerke angelegt.

### Zugehörige Orte
Um 1800 gehörten zum Amt Fürstenwalde folgende Orte, Vorwerke und Wohnplätze (z. T. auch Einzelhäuser):
- Beerfelde (heute Ortsteil der Gemeinde Steinhöfel). Der Ort gehörte nur z. T. zum Amt, der andere Teil war ritterschaftlich (von Pfuel). Dorf und Amtsvorwerk hatten 1801 399 Einwohner, darunter war auch ein Radmacher, ein Schmied und zwei Krüger. Das Dorf war bereits 1354 in den Besitz des Bistums gekommen.
- Berkenbrück (Berckenbrück). Das Dorf hatte 1801 193 Einwohner, darunter vier Schiffer, ein Schmied und ein Krüger. Es war Sitz des königlichen Unterförsters des Hangelbergischen Reviers. Berkenbrück war 1354 in den Besitz des Bischofs von Lebus gekommen.
- Briesekowsche Schleuse. Wohnung eines Schleusenwärters am Friedrich-Wilhelm-Kanal unweit Brieskow. Der Ort Brieskow selber gehörte um 1800 zur Brandenburgischen Universität Frankfurt und ab 1811 zum Amt Frankfurt.
- Buchholz. Das Dorf mit Schmiede und Krug hatte 1801 236 Einwohner. Das Dorf gehörte bis etwa 1407 dem Kloster Trebnitz in Niederschlesien. Das Dorf war jedoch an Vasallen verliehen. 1407 gehörte es zum Hochstift Lebus, bzw. war der Bischof von Lebus Oberlehensherr. Seit etwa 1460 war der Ort Überwiegend im Eigenbesitz des Lebuser Bischofs. Daneben existierte jedoch bis um 1500 ein adliger Anteil. Später war das Dorf im Vollbesitz des Lebuser Bischofs.
- Eggersdorf. 1801 hatte das Dorf eine Schmiede, einen Krug und die Posthalterei; hier lebten 163 Menschen. Eggersdorf war noch 1284/87 im Lehensbesitz des Erzstifts Magdeburg, ab etwa 1300 gehörte er zur Mark Brandenburg. Er war jedoch an Vasallen weiter verliehen. 1476 fiel das Lehen an den Lebuser Bischof zurück und wurde dem Domkapitel übertragen. Von 1508 bis 1658 war das Dorf im Besitz derer von Pfuel.[2]
- Faulbrück (nicht lokalisiert). Das Forsthaus im Hangelsbergischen Forstrevier hatte keine ständigen Bewohner.
- Finkenheerd. Im Schleusenwärter- und Zollhaus wohnten 4 Menschen. Finkenheerd ist aktuell ein Wohnplatz der Gemeinde Brieskow-Finkenheerd.
- Fluthkrug (auch Wilhelmskrug). Ein Krug südlich von Kersdorf, gegenüber der Einmündung der Drahendorfer Spree in den Oder-Spree-Kanal (1801: 6 Einwohner).
- Friedrichskrug, auch Neuer Krug (heute in Roter Krug, einem Wohnplatz von Berkenbrück bei Fürstenwalde aufgegangen). Ein Krug und Forsthaus, in dem ein königlicher Unterförster des Jakobsdorfer Revier wohnte (1801: 20 Einwohner).
- Fürstenwalde/Spree. Fürstenwalde war eine bischöflich-lebusische Amtsstadt. In der Frühen Neuzeit war sie aber quasi eine Immediatstadt geworden, da sie in der Stadt mit Ausnahme der direkt vom Amt verwalteten Teile die hohe und niedere Gerichtsbarkeit hatte.
- Fürstenwalde/Spree, Kolonie, hart an der Stadt Fürstenwalde auf der Ostseite. 492 Einwohner, sechs Schiffer, verschiedene Künstler (Wollarbeiter und Uhrmacher), ein Radmacher, zwei Krüge, 1766 etabliert.
- Fürstenwalde/Spree, Amtssitzvorwerk ein halbe Meile vor der Stadt am Fuße der Hufenberge (heute etwa an der Kreuzung Trebuser Straße/Hegelstraße/Weinbergstraße). Ziegelei, 25 Einwohner
- Hammelstall, Schäferei, zwischen Jänickendorf und Kienbaum, drei Einwohner
- Hammerfort (Hammerpforth, Wohnplatz in der Gemeinde Groß Lindow), Mühle und Schleusenhaus, Mühle gehörte zum Amt Biegen, Schleusenhaus Amt Fürstenwalde
- Hangelsberg, Forsthaus, 64 Einwohner, königlicher Ober- und Unterförster für das Hangelbergische Revier, zwei Schiffer, Teerofen und Krug
- Haselfelder Busch, Forsthaus, Wohnung eines königlichen Unterförster des Hangelbergischen Reviers
- Heidehaus, Forsthaus, königlichen Unterförster des Jakobsdorfer Reviers
- Jänickendorf, Dorf, 167 Einw., Schmiede, Krug
- Kersdorf, 1 Viertel des Dorfes, 158 Einwohner, Krug, Wasser-, Mahl- und Schneidemühle
- Klixmühle (Wohnplatz der Gemeinde Groß Lindow), Wassermühle, unweit Oberlindow, am Friedrich-Wilhelms-Kanal, 11 Einw.
- Liebenberg (heute Wohnplatz im Ortsteil Kienbaum der Gemeinde Grünheide (Mark)), Zollhaus, Krug, unweit Kienbaum, ein Erbbraukrug, 38 Einwohner
- Lindowische Schleuse, Schleuse, Wohnung eines Schleusenwärters am Friedrich-Wilhelms-Graben bei Oberlindow, 7 Einwohner
- Neuendorf im Sande (Ortsteil von Steinhöfel), Dorf, Schmiede, Krug, 191 Einwohner
- Frankfurter Niederlage, Krug und Forsthaus, an dem Kersdorffschen See, königlicher Unterförster zum Jakobsdorfer Revier gehörig, 9 Einwohner
- Auf dem Platz, Forsthaus, königlicher Hegemeister in dem Hangelsberger Forst bei Jänickendorf
- Schlaubehammer (Wohnplatz der Gemeinde Groß Lindow), Vorwerk und Wassermühle sowie Schleusenhaus (Wohnung eines königlichen Schleusenwärters am Friedrich-Wilhelmsgraben, unweit Müllrose, am Friedrich-Wilhelmsgraben). Das Vorwerk war in bürgerlichem Besitz, die Mühle gehörte zum Amt Fürstenwalde.
- Schmiede, Wohnung eines Schmieds am Friedrich-Wilhelms-Kanal bei Oberlindow
- Schönfelde, Dorf, 134 Einwohner, ein Radmacher, Schmiede, Krug
- Weißenberg (Wohnplatz in der Gemeinde Groß Lindow), Schleuse und Wassermühle, 2 Einwohner, unweit Briesekow, am Friedrich-Wilhelms-Graben
- Weißenspring (Wohnplatz in der Gemeinde Groß Lindow), Schleuse, Wohnung eines Schleusenwärters am Friedrich-Wilhelms Graben, 4 Einwohner
- Wulkow, Erbzinsvorwerk (verpachtet), 25 Einwohner

1823 wurde das Domänenamt Fürstenwalde in ein Rentamt umgewandelt. Das Vorwerk und die Ländereien wurden veräußert.
Nach der Schließung der Brandenburgischen Universität Frankfurt 1811 wurden alle Universitätsdörfer vom König eingezogen. Zur Verwaltung der Universitätsdörfer um Frankfurt (Oder) herum, wurde das Amt Frankfurt/Oder gebildet. Es wurde 1821/3 vorübergehend aufgelöst, drei der Frankfurter Amtsorte wurden unter die Verwaltung des Rentamtes Fürstenwalde gestellt. So kamen 1823 an das Amt Fürstenwalde:
- Arensdorf
- Briesen und
- Hasenfelde

1868 wurde auf der Gemarkung Arensdorf das Etablissement Dorotheenhof des Kossäten Richter im Amtsbereich angelegt und benannt. 1872 wurde das Amt Fürstenwalde aufgelöst.

## Amtsleute und Pächter
- 1578 Joseph Benediger[4]
- um 1676 Bodo von Gladebeck (1620–1681), Amtshauptmann von Lebus und Fürstenwalde[5]
- 1775 Johann Ludwig Zinnow, Kammerrat[6]
- 1798 Hamann, Oberamtmann[7]
- 1804 Hamann, Amtsrat[8]
- 1818 Ludwig Hamann, Oberamtmann[9]
- 1824 Hamann, Oberamtmann[10]
- 1832 Richter[11]
- 1841 Richter[12]
- 1843 Kroll[13]
- 1845 Kroll[14]
- 1848 Kroll[15]
- 1854 Kroll[16]
- 1855 Vierich (ad int.)[17]
- 1856–61 Hausadowsky (ad int.)[18][19]
- 1862–68 Selchow (ad int.)[20]

## Belege